# 일산화탄소 확산능
DLCO 또는 TLCO (일산화탄소에 대한 폐의 확산 능력 또는 전달 인자; diffusing capacity or transfer factor of the lung for carbon monoxide (CO),)는 산소가 폐의 기낭에서 혈액으로 전달되는 정도이다. 일반적으로 이 매개변수를 결정하는 데 사용되는 검사를 말한다. 1909년에 도입되었다.

## 같이 보기
- 확산능
- 허파 동맥 카테터
- 섬유모세포 성장 인자 23